# Villeneuve-Renneville-Chevigny
Villeneuve-Renneville-Chevigny ist eine französische Gemeinde mit 325 Einwohnern (Stand 1. Januar 2022) im Département Marne in der Region Grand Est (vor 2016 Champagne-Ardenne). Sie gehört zum Arrondissement Épernay (bis 2017 Châlons-en-Champagne) und zum Kanton Vertus-Plaine Champenoise. 

## Lage
Villeneuve-Renneville-Chevigny liegt an der Berle, etwa 20 Kilometer westsüdwestlich von Châlons-en-Champagne. Umgeben wird Villeneuve-Renneville-Chevigny von den Nachbargemeinden Blancs-Coteaux im Norden und Westen, Rouffy im Nordosten, Vouzy im Osten, Chaintrix-Bierges im Südosten, Trécon im Süden sowie Le Mesnil-sur-Oger im Nordwesten.

## Geschichte
Die heutige Gemeinde entstand durch den Zusammenschluss von Villeneuve-lès-Rouffy mit Renneville 1858 und der Eingemeindung von Chevigny im Jahre 1865.

## Bevölkerungsentwicklung
| Jahr                       | 1962 | 1968 | 1975 | 1982 | 1990 | 1999 | 2006 | 2011 | 2018 |
| -------------------------- | ---- | ---- | ---- | ---- | ---- | ---- | ---- | ---- | ---- |
| Einwohner                  | 238  | 259  | 246  | 284  | 300  | 297  | 301  | 307  | 319  |
| Quellen: Cassini und INSEE |      |      |      |      |      |      |      |      |      |

## Sehenswürdigkeiten

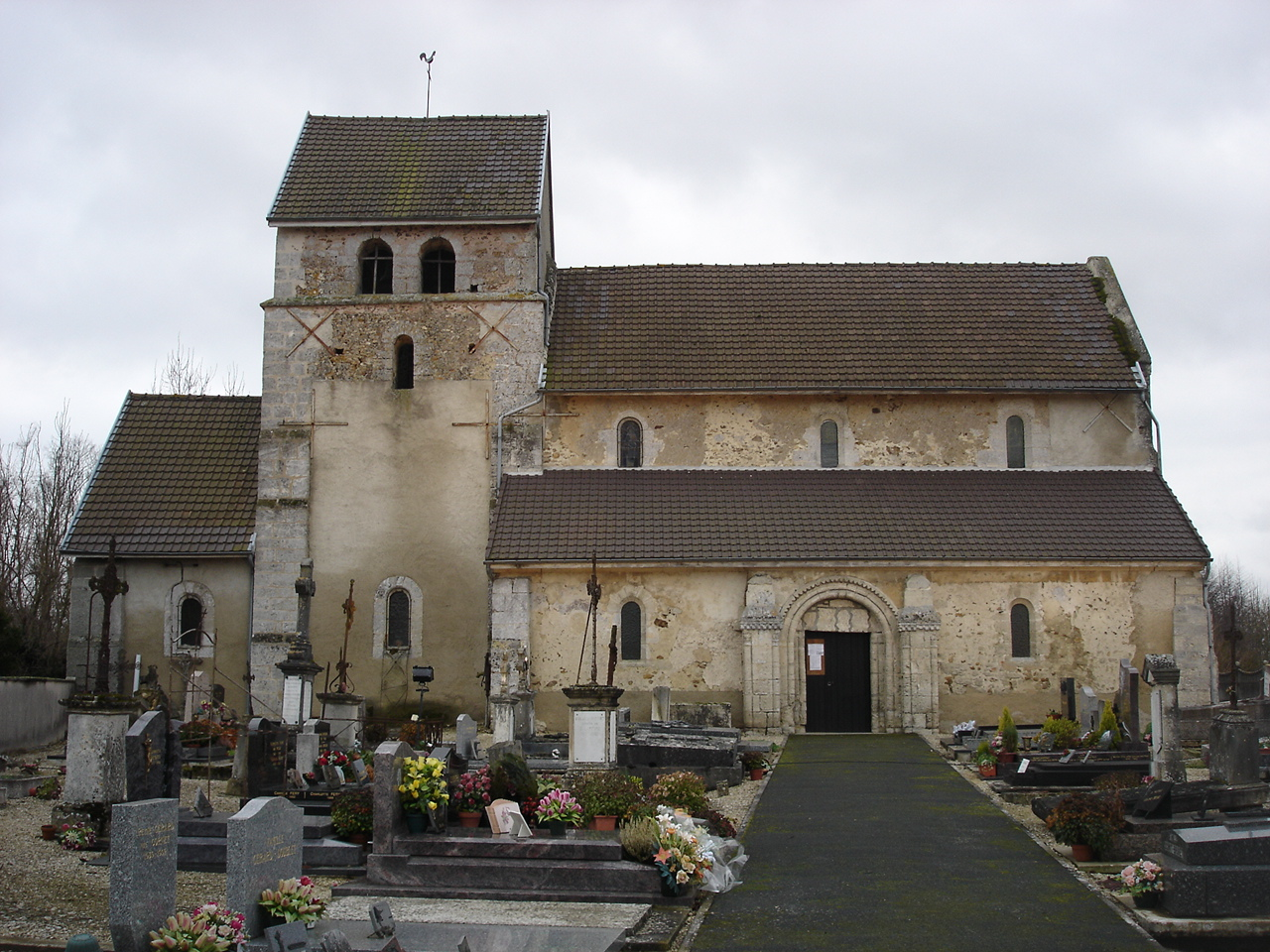
Kirche Saint-Memmie

- Kirche Saint-Memmie aus dem 12. Jahrhundert, Monument historique seit 1987
- Gallisches Gräberfeld